# Swiss Handball Cup
Der Swiss Handball Cup 2014 war ein Handballturnier in Lausanne, welches zum 40. Jubiläum des Schweizerischen Handball-Verbandes ausgetragen wurde. Der Cup war ein Vierländer-Turnier, welches Spanien gewann. Am Sonntag fand zwischen den Spielen ein Show-Match im Rollstuhlhandball statt.

## Modus
In dieser Austragung spielten 4 Mannschaften im Modus «K.-o.-System» um den Cup.

## Resultate

### Turnierbaum
|  | Halbfinal | Halbfinal | Halbfinal |  |         | Final            | Final            | Final            |
|  |           |           |           |  |         |                  |                  |                  |
|  |           |           |           |  |         |                  |                  |                  |
|  |           | Schweiz   | 25        |  |         |                  |                  |                  |
|  |           | Spanien   | 36        |  |         |                  |                  |                  |
|  |           |           |           |  | Spanien | 25               |                  |                  |
|  |           |           |           |  |         | Schweden         | 24               |                  |
|  |           | Schweden  | 21        |  |         |                  |                  |                  |
|  |           | Kroatien  | 18        |  |         | Spiel um Platz 3 | Spiel um Platz 3 | Spiel um Platz 3 |
|  |           |           |           |  |         |                  | Kroatien         | 30               |
|  |           | Schweiz   | 25        |  |         |                  |                  |                  |
|  |           |           |           |  |         |                  |                  |                  |

### Spiele

#### Halbfinal
| 5. April 2014 18:25 Uhr | Schweiz               | 25:36                    | Spanien                                     | Odyssée-Eishalle in der Patinoire de Malley Zuschauer: 1684 Schiedsrichter: Fleisch, Rieber |
| 5. April 2014 18:25 Uhr | meiste Tore: Hess (7) | (11:15)                  | meiste Tore: Maqueda, Rivera & Mindegía (5) | Odyssée-Eishalle in der Patinoire de Malley Zuschauer: 1684 Schiedsrichter: Fleisch, Rieber |
| 5. April 2014 18:25 Uhr | Strafen: 3× 1×        | Spielberichte: SHV & EHF | Strafen: 2× 4×                              | Odyssée-Eishalle in der Patinoire de Malley Zuschauer: 1684 Schiedsrichter: Fleisch, Rieber |

| 5. April 2014 16:00 Uhr | Schweden                | 21:18 | Kroatien                 | Odyssée-Eishalle in der Patinoire de Malley Schiedsrichter: Wyss, Zowa |
| 5. April 2014 16:00 Uhr | meiste Tore: Ekberg (8) | (7:7) | meiste Tore: Matulić (4) | Odyssée-Eishalle in der Patinoire de Malley Schiedsrichter: Wyss, Zowa |
| 5. April 2014 16:00 Uhr | Spielbericht            |       |                          | Odyssée-Eishalle in der Patinoire de Malley Schiedsrichter: Wyss, Zowa |

#### Spiel um Platz 3
| 6. April 2014 12:00 Uhr | Kroatien                 | 30:25        | Schweiz                          | Odyssée-Eishalle in der Patinoire de Malley Zuschauer: 2160 Schiedsrichter: Fleisch, Rieber |
| 6. April 2014 12:00 Uhr | meiste Tore: Bičanić (6) | (15:12)      | meiste Tore: von Deschwanden (6) | Odyssée-Eishalle in der Patinoire de Malley Zuschauer: 2160 Schiedsrichter: Fleisch, Rieber |
| 6. April 2014 12:00 Uhr | Strafen: ?× 2×           | Spielbericht | Strafen: 3× 1×                   | Odyssée-Eishalle in der Patinoire de Malley Zuschauer: 2160 Schiedsrichter: Fleisch, Rieber |

#### Final
| 6. April 2014 16:00 Uhr | Spanien                   | 25:24                    | Schweden                              | Odyssée-Eishalle in der Patinoire de Malley Zuschauer: 2200 Schiedsrichter: Meyer, Buache |
| 6. April 2014 16:00 Uhr | meiste Tore: Cañellas (6) | (9:12)                   | meiste Tore: Ekberg & Fahlgren (je 4) | Odyssée-Eishalle in der Patinoire de Malley Zuschauer: 2200 Schiedsrichter: Meyer, Buache |
| 6. April 2014 16:00 Uhr | Strafen: 3× 2×            | Spielberichte: SHV & EHF | Strafen: 3×                           | Odyssée-Eishalle in der Patinoire de Malley Zuschauer: 2200 Schiedsrichter: Meyer, Buache |

## TV-Übertragungen
| Land    | Logo     | Sender |
| ------- | -------- | ------ |
| Schweiz |          | RTS 2  |
| Schweiz | SRF zwei |        |